# Denza X

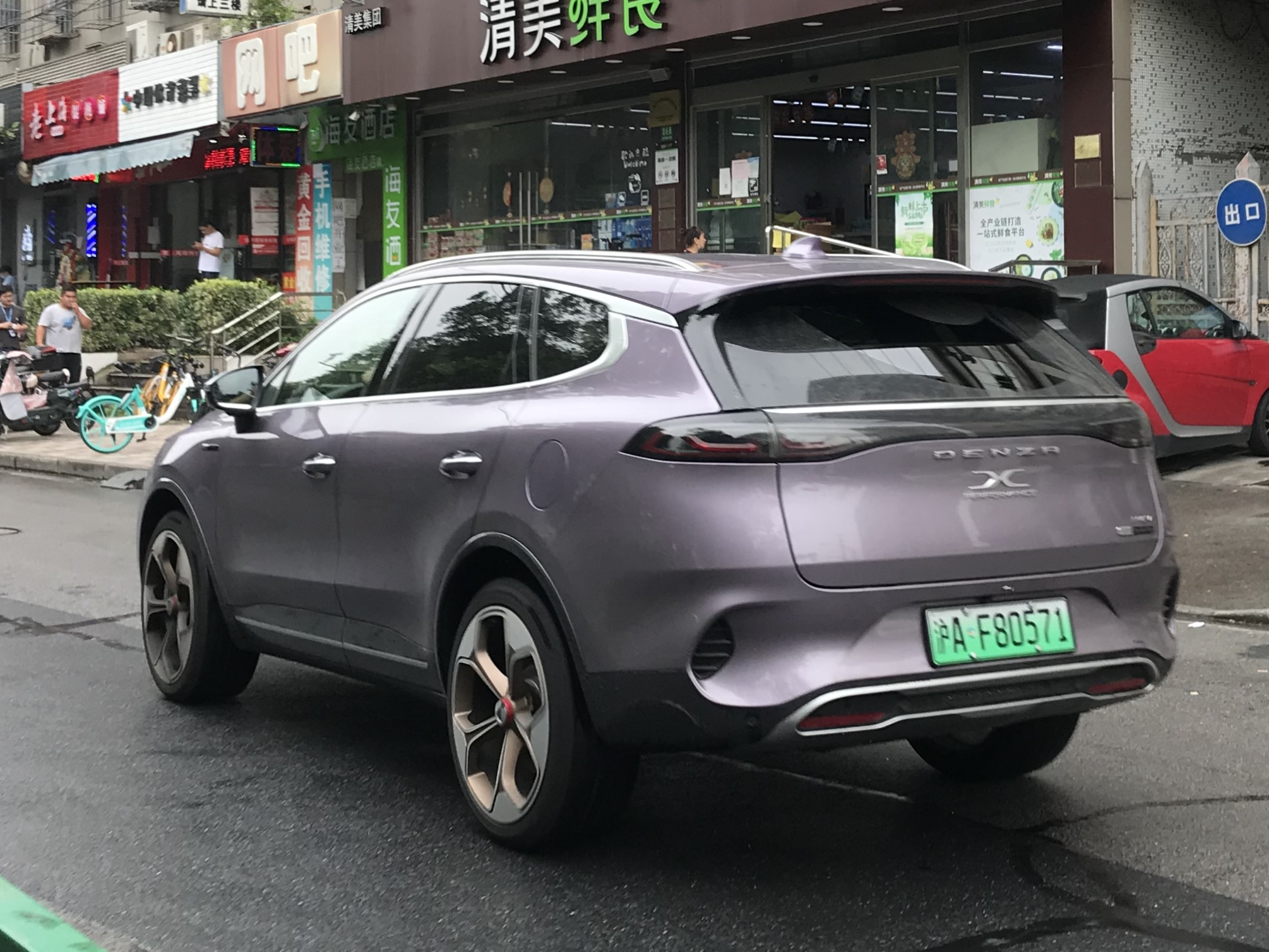
Heckansicht

Der Denza X ist ein Sport Utility Vehicle der chinesischen Automobilmarke Denza.

## Geschichte
2010 gründeten die Daimler AG und BYD Auto ein Joint Venture, um die Entwicklung von Elektroautos voranzutreiben. 2012 präsentierte die neu gegründete Marke Denza das erste Fahrzeug auf der Beijing Auto Show. Ab 2014 wurde der Denza EV auf Basis der Mercedes-Benz B-Klasse in China verkauft.
Als Ausblick auf den Denza X wurde im Juni 2019 mit dem Denza Concept X ein erstes Konzeptfahrzeug vorgestellt. Die Serienversion debütierte im November 2019 auf der Guangzhou Auto Show. Technisch basiert das SUV auf der zweiten Generation des BYD Tang, die in China seit Sommer 2018 verkauft wird. Im Gegensatz zu diesem standen im Denza X nur elektrifizierte Antriebsvarianten zur Verfügung.
Das Nachfolgemodell Denza N8 wurde im März 2023 vorgestellt. Auch er basiert auf dem BYD Tang.

## Technische Daten
| Kenngrößen                                  | Plug-in-Hybrid                    | Plug-in-Hybrid                    | Elektro         | Elektro             |
| ------------------------------------------- | --------------------------------- | --------------------------------- | --------------- | ------------------- |
| Bauzeitraum                                 | 11/2019–01/2022                   | 11/2019–01/2022                   | 11/2019–01/2022 | 11/2019–01/2022     |
| Motorkenndaten                              |                                   |                                   |                 |                     |
| Motortyp                                    | R4-Ottomotor + Elektromotor       | R4-Ottomotor + Elektromotor       | Elektromotor    | 2 Elektromotoren    |
| Hubraum                                     | 1999 cm³                          | 1999 cm³                          | —               | —                   |
| max. Leistung Verbrennungsmotor             | 141 kW (192 PS) bei 5500/min      | 141 kW (192 PS) bei 5500/min      | —               | —                   |
| max. Leistung E-Motoren                     | 110 kW (150 PS) + 180 kW (245 PS) | 110 kW (150 PS) + 180 kW (245 PS) | 180 kW (245 PS) | 2 × 180 kW (245 PS) |
| Leistung Gesamtsystem                       | 431 kW (586 PS)                   | 431 kW (586 PS)                   | —               | —                   |
| max. Drehmoment Verbrennungsmotor           | 320 Nm bei 1500–4000/min          | 320 Nm bei 1500–4000/min          | —               | —                   |
| max. Drehmoment E-Motoren                   | 250 Nm + 380 Nm                   | 250 Nm + 380 Nm                   | 330 Nm          | 2 × 330 Nm          |
| Drehmoment Gesamtsystem                     | 950 Nm                            | 950 Nm                            | —               | —                   |
| Messwerte                                   |                                   |                                   |                 |                     |
| Höchstgeschwindigkeit                       | 180 km/h                          | 180 km/h                          | 160 km/h        | 180 km/h            |
| Beschleunigung, 0–100 km/h                  | 4,3 s                             | 4,3 s                             | 8,5 s           | 4,6 s               |
| Kraftstoffverbrauch auf 100 km (kombiniert) | 1,8 l Super                       | 1,5 l Super                       | —               | —                   |
| Akkukapazität                               | 20 kWh                            | 24 kWh                            | 82,8 kWh        | 82,8 kWh            |
| elektrische Reichweite nach NEFZ            | 81 km                             | 100 km                            | 520 km          | 500 km              |